# نوریکو واتانابه
نوریکو واتانابه (انگلیسی: Noriko Watanabe؛ زادهٔ ۲۲ ژوئیهٔ ۱۹۶۵) یک هنرپیشه اهل ژاپن است. 